# Nationaal Orgelimprovisatieconcours Bolsward

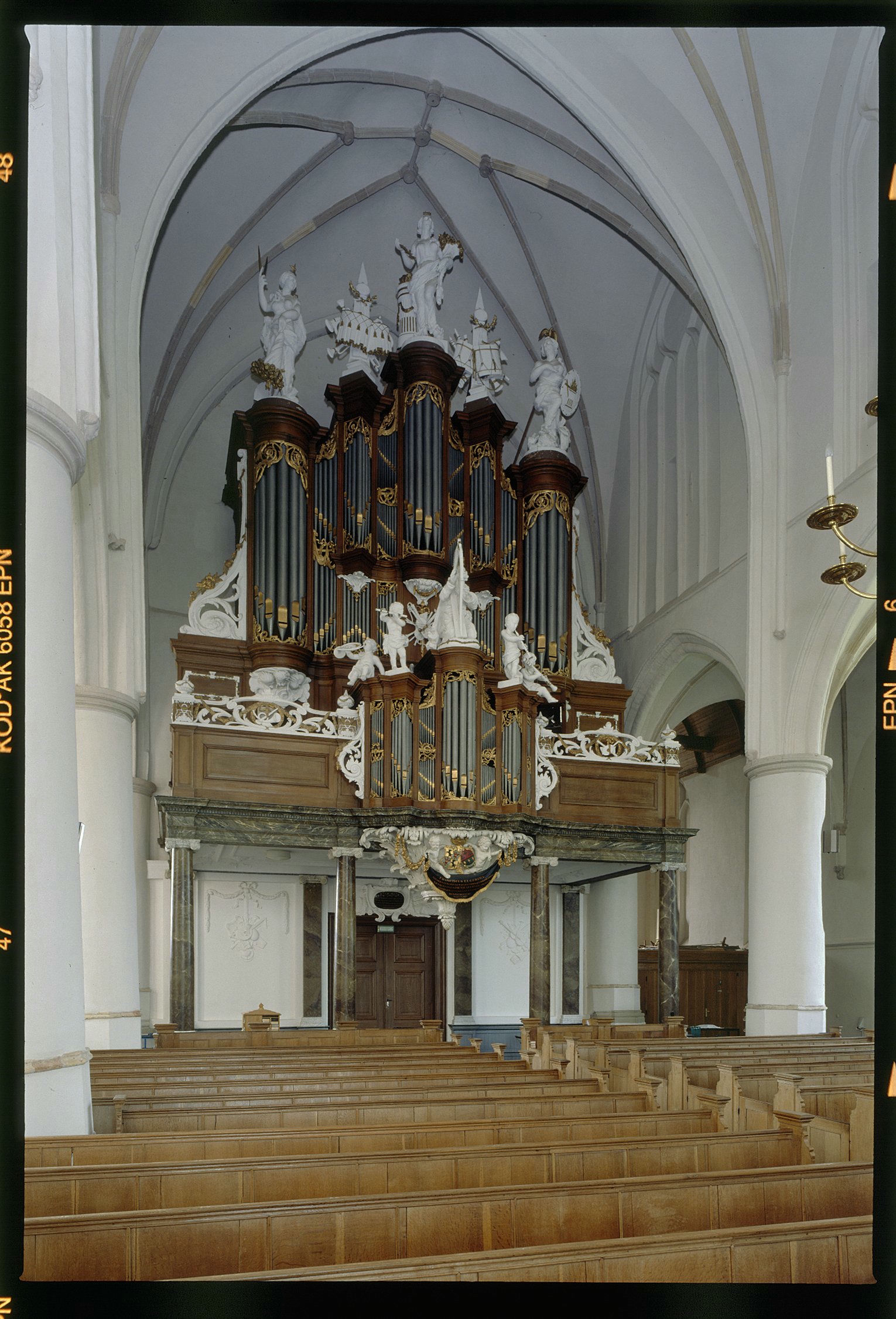
Het Hinszorgel (1781) van de Martinikerk in Bolsward

Het Nationaal Orgelimprovisatieconcours Bolsward was een orgelconcours dat van 1962 tot 1992 jaarlijks plaatsvond op het Hinszorgel van de Martinikerk te Bolsward. Het doel was om in Nederland de orgelimprovisatiekunst te stimuleren. Het concours kende twee prijzen: de winnaar van de Zilveren Noot, die automatisch werd toegelaten tot het Internationaal Improvisatieconcours voor Organisten te Haarlem, en de winnaar van de Koraalprijs, een prijs voor de best geïmproviseerde koraalbewerking.

## Geschiedenis
De eerste winnaar van het concours was Nico van den Hooven, die vervolgens in 1963 meedeed aan het concours te Haarlem. In 1963 werd het concours gewonnen door Arie J. Keijzer. In 1968 wint Jan Jongepier Bolsward, maar in 1969 staat hij niet vermeld in de lijst van deelnemers aan het Haarlemse concours. Wel neemt hij daaraan deel in 1970, 1971 en 1972, en behaalt driemaal de eerste plaats.
Al na enkele edities kwam het concours in slecht weer. Het aanbod van getalenteerde organisten was onvoldoende en het niveau van het concours dreigde te laag te worden. In 1969 wordt daarom geen prijs uitgereikt, en in 1970 en 1971 vindt zelfs helemaal geen concours plaats.
In 1972 werd het concours nieuw leven ingeblazen. In 1974 wint Jan Raas en hij wint vervolgens in '75, '76 en '77 ook het Haarlemse concours. Andere bekende winnaars van het concours zijn in 1977 Gijs van Schoonhoven (Zilveren Noot) en Jacques van Oortmerssen, in 1978 Jos van der Kooy (Zilveren Noot) en Reitze Smits, in 1980 Liuwe Tamminga, in 1981 Henk W. Luijmes en in 1983 Dick Sanderman.
In de tweede helft van de jaren '80 dreigt opnieuw malaise. Te vaak is er te weinig belangstelling bij potentiële deelnemers of is het niveau van de spelers te laag. Een gunstige uitzondering hierop vormt het winnen van Jan Hage in 1990.
In 1992 is de laatste editie van het concours. Het uiteenvallen van het bestuur, het overlijden van de belangrijkste organisator van het concours, de afname van de subsidies en de sterk teruggelopen belangstelling van het publiek hebben daar mede een rol bij gespeeld.